# إليزابيث البوهيمية
إليزابيث من بوهيميا/لوكسمبورغ (1358-1373) هي ابنة كارل الرابع إمبراطور روماني مقدس وآنا من شيفدنيتسا، سُميت بذلك تكريماً لجدتها إليزابيث ملكة بوهيميا.
كان لديها شقيق وحيد أصبح لاحقاً فنتسل الرابع ملك بوهيميا وكذلك ملك ألمانيا، وأيضا لديها أخوات من أبيها كاثرينا بحيث كانت والدتها بلانش من فالوا زوجة والدها الأولى، كانت كاثرينا متزوجة في السابق من سلفها رودولف المؤسس، وأيضا لديها أخت أُخرى وهي ابنة بلانش، مارغريت توفيت في 1349 فلم تعرفها إليزابيث أبداً، كانت مارغريت ملكة المجر وذلك من خلال زواجها من لاجوس.
بعد وفاة والدتها، تزوج كارل للمرة الأخيرة من إليزابيث من بوميرانيا وكان لديها منها ستة أخوة أهمهم: آنا ملكة إنجلترا وذلك من خلال زواجها من ريتشارد الثاني وسيغيسموند إمبراطور روماني مقدس وكذلك ملك المجر وبوهيميا.
إليزابيث تزوجت عندما كانت في الثامنة من العمر في 1366 من ألبرخت ذو الضفيرة، ومع ذلك لم يكن لديهم أطفال وتوفيت في سن الخامسة عشر في 1373. دفنت مع والديه ألبرت ويوهانا في النمسا السفلى.
تزوج زوجها لاحقاً من بياتريكس من نورنبيرغ سليلة آل هوهنتسولرن وأنجبت له ألبرت الرابع، دوق النمسا.